# Karl Grimm (Politiker, 1826)
Karl Grimm, auch Carl Grimm (* 16. Mai 1826 in Kassel; † 23. Juni 1893 in Neuwied) war ein deutscher Jurist und Reichstagsabgeordneter.

## Leben
Grimm studierte Rechtswissenschaft in Bonn und Marburg, wo er zum Dr. jur. promoviert wurde. Während seines Studiums wurde er 1844 Mitglied der Burschenschaft Fridericia Bonn und war 1845 Mitgründer der Bonner Burschenschaft Frankonia; 1844 schloss er sich dem Corps Hasso-Nassovia an. Er war von 1841 bis 1851 Referendar in Hanau und später Obergerichtsanwalt und Justizrat in Marburg. Er war Mitbegründer der Deutschkonservativen Partei. 1871–1874 und 1884–1887 war er Mitglied des Deutschen Reichstags für den Reichstagswahlkreis Regierungsbezirk Kassel 5 (Marburg–Frankenberg–Kirchhain) und 1879–1888 auch Mitglied des Preußischen Abgeordnetenhauses für den Wahlkreis Kassel 9 (Kirchhain–Frankenberg). Sein Bruder war Julius Grimm.